# Hugbert von Meißen
Hugbert († um 27. März 1024) war von 1023 bis 1024 Bischof von Meißen.
Hugbert erscheint auch unter dem Namen Hukbrecht, Hucbert, Hubert, Humbert, Umbert, Huprecht, Humprecht, Wipert, Wiprecht und Rupert. Er wurde vom Magdeburger Metropoliten Humfried zum Bischof geweiht. Er wurde im Meißner Dom bestattet, die genaue Lage der Grabstätte ist heute unbekannt.   